# Société de Géographie de Genève
Die Société de Géographie de Genève (Geographische Gesellschaft Genf) ist eine wissenschaftliche Vereinigung, deren Ziel das Studium, der Fortschritt und die Verbreitung der geographischen Wissenschaft in allen ihren Zweigen ist. Ihr Hauptsitz befindet sich in Genf in der Schweiz.

## Geschichte
Die Geographische Gesellschaft Genf entstand aus einer Versammlung von Freunden, die die raschen Schritte der Entdeckungen verfolgten, über ihre Lektüre und Beobachtungen berichteten und von ihren Reisen erzählten.
Sie wurde am 24. März 1858 gegründet und ist eine der ältesten geographische Gesellschaft der Welt. Initiiert wurde sie von Henri Bouthillier de Beaumont (Agrarwissenschaftler und Kartograph) und den späteren Gründern des Roten Kreuzes Henri Dunant, Georges und Louis Appia, zu denen 1861 Gustave Moynier und Guillaume-Henri Dufour stiessen. Sie unterhält Beziehungen zu geographischen Gesellschaften in der Schweiz und im Ausland sowie zu anderen gelehrten Gesellschaften. Die Gesellschaft ist in politischen und konfessionellen Fragen neutral.
Die Geographie ist eine Wissenschaft am Schnittpunkt zwischen der physischen und der menschlichen Sphäre. Die SGEO ermöglicht den Dialog zwischen Wissenschaftlern aus Genf, der Schweiz und dem Ausland: von Guillaume-Henri Dufour bis Alfred Bertrand (1856–1924, Entdecker, Präsident von 1909), von Eugène Pittard bis Paul Guichonnet und Claude Raffestin. Aus oft unterschiedlichen, sich ergänzenden Disziplinen kommend (Ethnologie, Geschichte, Wirtschaftswissenschaften usw.), wollten sie ihr Wissen, ihre Entdeckungen und ihre Begeisterung für Geowissenschaften, Reisen und Erkundung teilen. Die geographische Gesellschaft nahm den Unterricht in Geographie vorweg, bevor er in Schulen und Universitäten institutionalisiert wurde, wobei die wissenschaftliche Dimension Vorrang vor der politischen hatte.
Seit mehr als 150 Jahren werden jedes Jahr rund zehn Konferenzen und zahlreiche Exkursionen hauptsächlich für Mitglieder organisiert. Daneben gibt die Gesellschaft die jährliche Genfer Geografiezeitschrift Le Globe heraus.

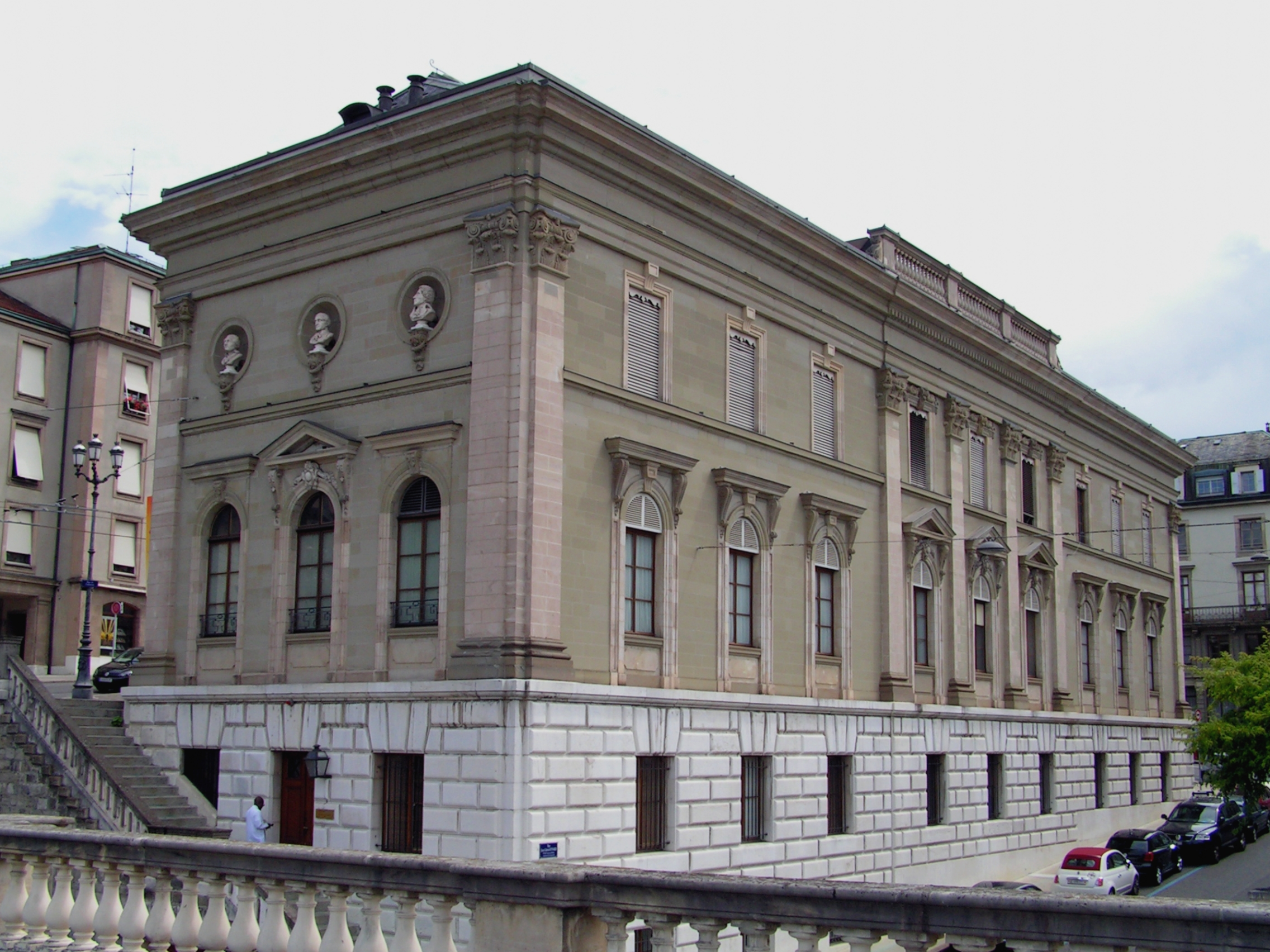
Palais de l’Athénée: Sitz der SGEO von 1864 bis 2007
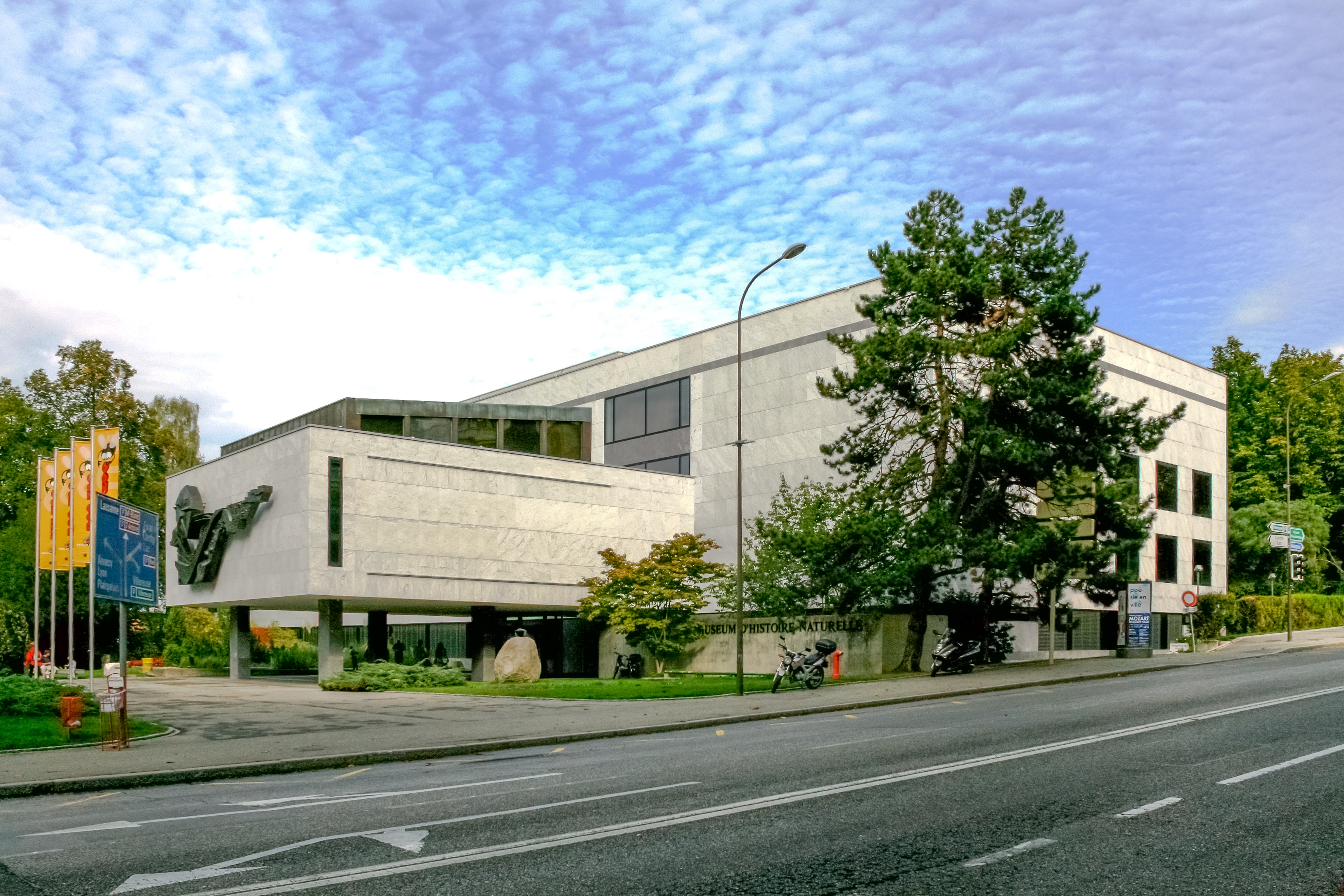
Muséum d’Histoire Naturelle de Genève: Sitz der SGEO seit 2007

## Zeitschrift Le Globe

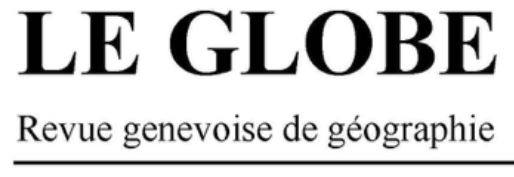

Die Zeitschrift wurde 1860 erstmals unter dem Namen Bulletin et Mémoires de la Société de Géographie de Genève und ab 1866 unter dem Namen Le Globe herausgegeben und ist eine der ältesten Geografiezeitschriften der Welt sowie die älteste noch bestehende französischsprachige Geografiezeitschrift.
General Guillaume-Henri Dufour veröffentlichte in Le Globe seine Notiz zur vom Bundesstab 1861 erstellten Karte der Schweiz.
Anfänglich von der Gesellschaft herausgegeben, wurde sie zwischen 1994 und 2016 in Zusammenarbeit mit der geographischen Abteilung der Universität Genf erstellt. Seit 2017 ist die Gesellschaft wieder der alleinige Herausgeber. Der Globe erscheint einmal pro Jahr und ist auf der Webseite Perseé mit allen bisherigen Ausgaben verfügbar.

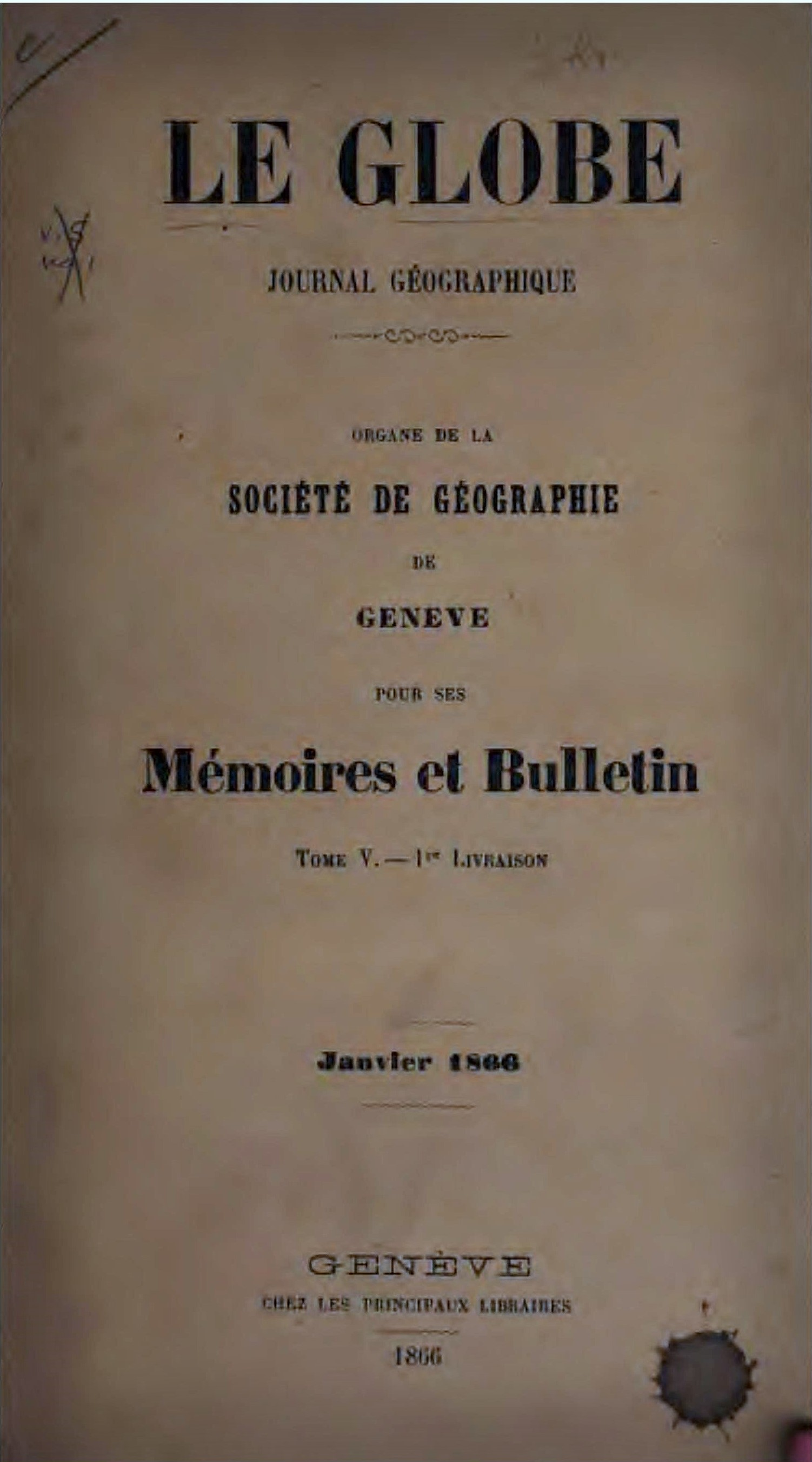
Le Globe 1866
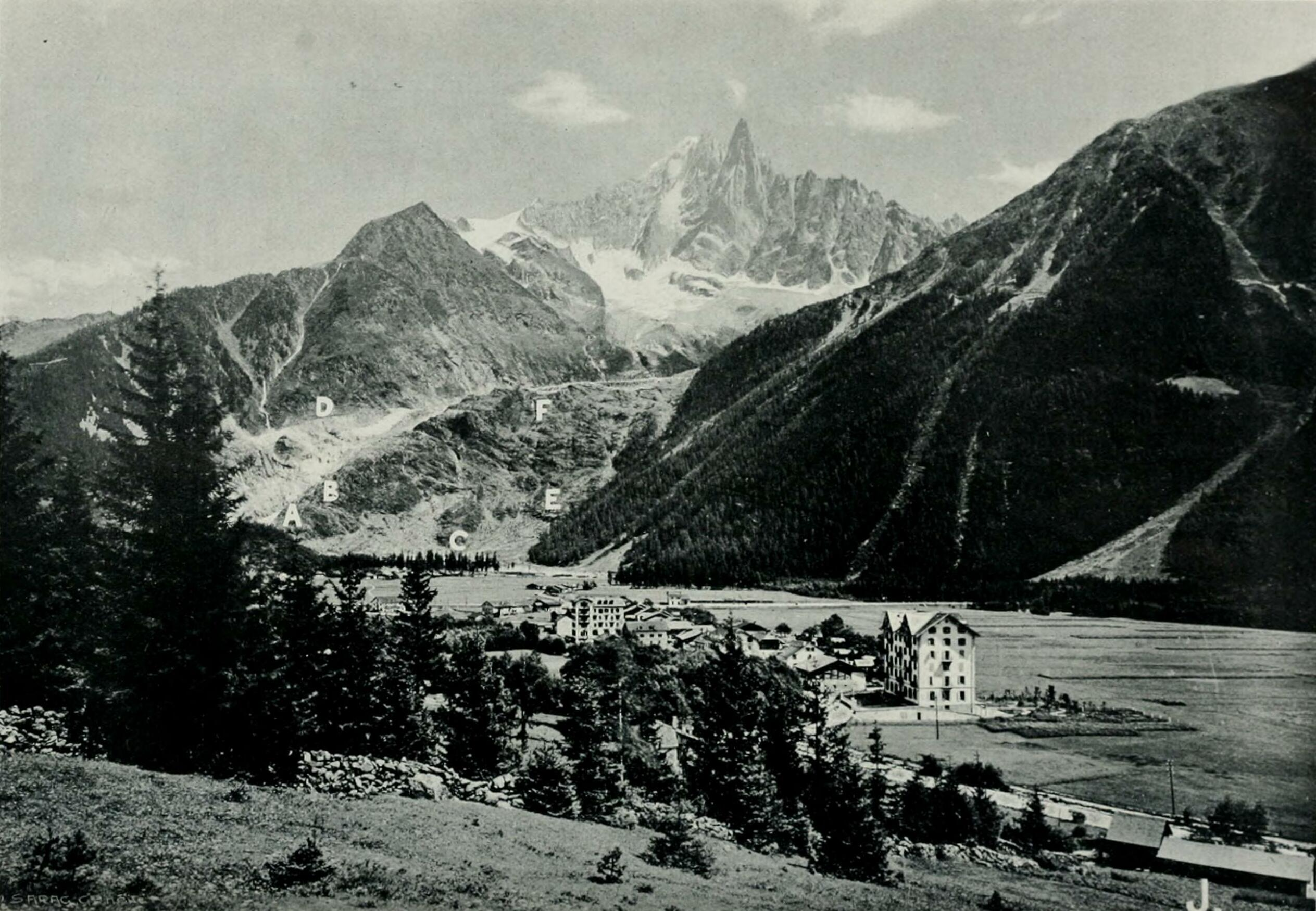
Le Globe 1908: Rückgang des Glacier des Bois
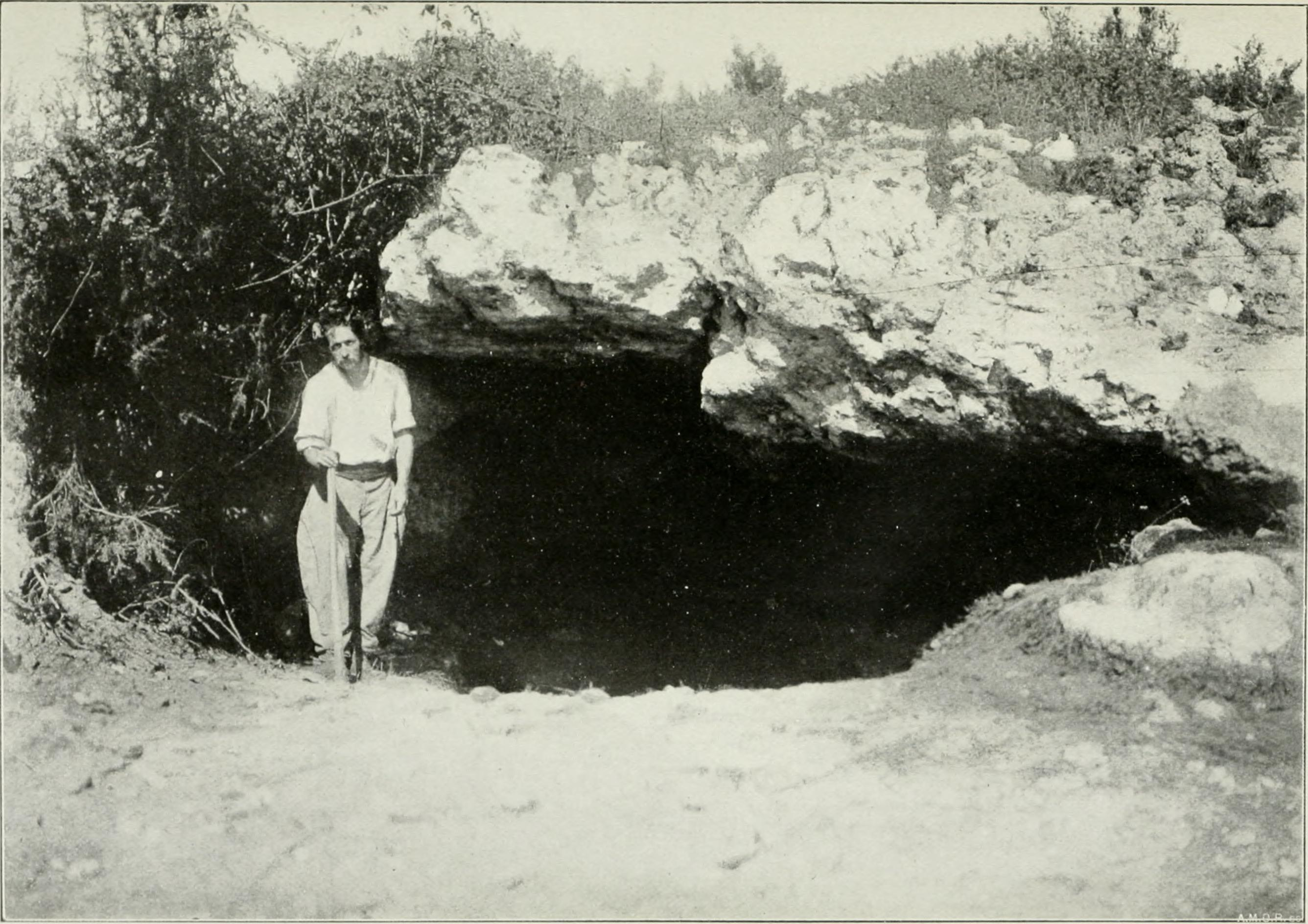
Le Globe 1910: Grotte de Carnassier, prähistorische Entdeckungen in der Dordogne
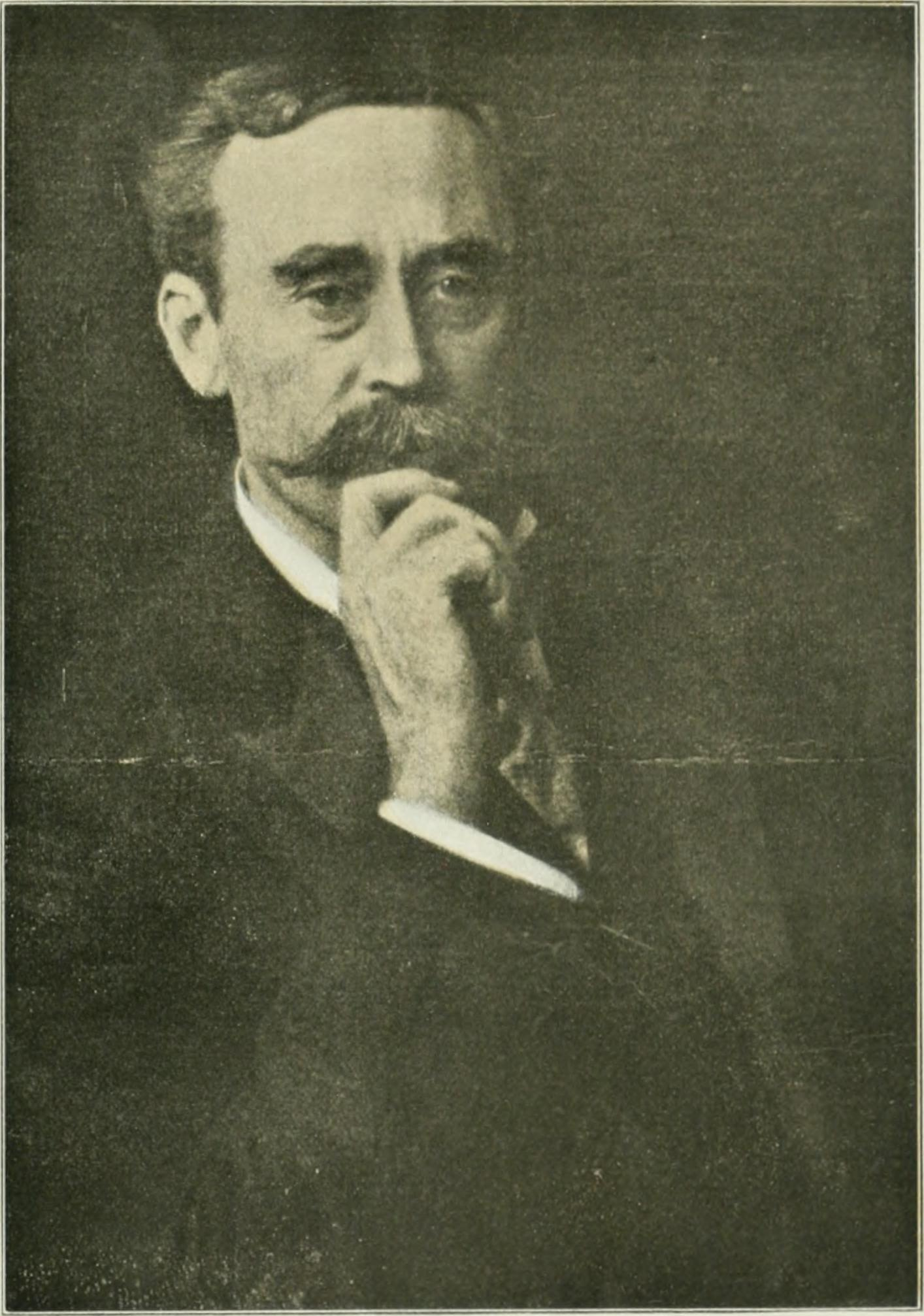
Le Globe 1911: Die Entdeckung des Nordpols durch Robert Edwin Peary

## Weitere bekannte Mitglieder
Zahlreiche Genfer Persönlichkeiten haben sich in der Gesellschaft engagiert:
- Charles Egmond d’Arcis (1887–1971), Journalist, UIAA-Präsident
- Casimir Pyramus de Candolle (1836–1918), Mitbegründer
- Alexandre Gavard (1845–1898), Ehrenpräsident
- Marguerite Lobsiger-Dellenbach (1905–1993), Präsidentin, Direktorin Musée d’ethnographie de Genève, war an der Schweizer Himalaya-Expedition im Frühjahr 1952 beteiligt
- Ella Maillart (1903–1997), Ehrenmitglied
- Henri de Saussure (1829–1905), Mitbegründer und Präsident